# شرط (برنامه‌نویسی)

نمودار جریان If-Then-Else

نمودار جریان تو در تو "If – then – Else"

در علوم کامپیوتر و در زبان‌های مختلف برنامه‌نویسی، عبارات شرطی، عبارات شرطی و سازه‌های شرطی از ویژگی‌های است که بسته به ارزیابی درست یا نادرست یک شرایط مشخص شده توسط برنامه‌نویس، محاسبات یا اعمال مختلفی را انجام می‌دهد. این امر همیشه با تغییر انتخاب جریان کنترل بر اساس برخی از شرایط حاصل می‌شود.
در زبان‌های برنامه‌نویسی معمولاً از اصطلاح «جمله شرطی» استفاده می‌شود، در حالی که در برنامه‌نویسی عملکردی، اصطلاحات «بیان شرطی» یا «ساختار شرطی» ترجیح داده می‌شوند، زیرا این اصطلاحات همه دارای معانی متفاوتی هستند.

ساختار if–then (که گاهیif–then–else نامیده می‌شود) در بسیاری از زبان‌های برنامه‌نویسی، رایج است. گرچه نحو از زبانی به زبان دیگر متفاوت است، در جملات شرطی بر اساس یک شرط خاصی دستور صورت می‌گیرد. این کد فقط شامل یک شرط است و اگر شرط درست نباشد، برنامه از حالت شرطی خارج می‌شود. 
```
If
 
(
boolean
 
condition
)
 
Then

  
(
consequent
)

Else

  
(
alternative
)

End
 
If

```

مثال:
```
If
 
stock
=
0
 
Then

  
message
=
 
order
 
new
 
stock

Else

  
message
=
 
there
 
is
 
stock

End
 
If

```

در کد مثال بالا، بخشی که با (شرط بولین) نشان داده می‌شود، یک عبارت شرطی را تشکیل می‌دهد، دارای ارزش ذاتی (به عنوان مثال، ممکن است با هر یک از مقادیر True یا False جایگزین شود) اما هیچ معنی ذاتی ندارد. در مقابل، ترکیبی از این عبارت، If و Then آن پیرامون آن، و نتیجه‌ای که متعاقباً به‌دنبال آن وارد می‌شود، یک جملهٔ شرطی را تشکیل می‌دهد، دارای معنی ذاتی است (به عنوان مثال، بیان یک قاعده منطقی منسجم) اما هیچ ارزش ذاتی ندارد.
با استفاده از else if ، ترکیب چندین شرط امکان‌پذیر است. فقط عبارات پیروی از شرط اول که درست تشخیص داده می‌شوند اجرا می‌شوند. از سایر عبارات صرف نظر خواهد شد. این در حالیست که با افزودن else می‌توان شرط را به دو یا چند قسمت تبدیل کرد. در این حالت در صورت درست بودن شرط، سناریوی ۱ صورت می‌گیرد و اگر شرط کاهند شده مطابق ستمنت درج شده نباشد، برنامه وارد حالت دوم یعنی else می‌شود.